# 瀬戸町北泊
瀬戸町北泊（せとちょうきたどまり）は、徳島県鳴門市の大字。郵便番号は771-0362（小海）、771-0364（その他）。

## 地理
鳴門市の北東部、四国の東北端に位置。北は瀬戸内海に面し、東に位置する島田島との間の小鳴門海峡の出入口に位置する漁業集落。また島田島内の一部、主に四国本土側との対岸部分も北泊に含まれている。この他、西南方に字小海という飛び地があり、半農半漁の地域である。島田島とは、北泊集落の南東部で小鳴門新橋（鳴門スカイライン）で結ばれている。
漁業は播磨灘で行われているが沿岸漁業が不振のため、ワカメ養殖に転向する傾向が強まっている。北泊集落の裏山は、昔から入会地（北泊財産区）で、鳴門カントリークラブに貸与されている。

### 小字
- 小海
- 北泊

## 歴史
江戸期から1889年（明治22年）にかけては板東郡および板野郡の村であった。寛文4年より板野郡に属した。明治22年の町村制施行に伴い同郡瀬戸村、昭和3年に瀬戸町の大字となった。昭和22年3月には鳴南市、同年5月より現在の鳴門市の字名となる。

### 地名の由来
地名は小鳴門海峡の北に位置することにちなむものと思われる。

## 世帯数と人口
2022年（令和4年）7月31日現在の世帯数と人口は以下の通りである。
| 町丁       | 世帯数  | 人口  |
| ---------- | ------- | ----- |
| 瀬戸町北泊 | 221世帯 | 388人 |

## 小・中学校の学区
市立小・中学校に通う場合、学区は以下の通りとなる。
| 番地       | 小学校           | 中学校             |
| ---------- | ---------------- | ------------------ |
| 小海を除く | 鳴門市瀬戸小学校 | 鳴門市立瀬戸中学校 |
| 小海       | 鳴門市明神小学校 | 鳴門市立瀬戸中学校 |

## 交通

### バス
徳島バス
- 北泊

### 道路
- 徳島県道182号瀬戸港線
- 徳島県道183号亀浦港櫛木線（鳴門スカイライン）

## 施設
- 鳴門カントリークラブ
- 普光寺 - 阿波北嶺薬師霊場23番札所、阿波西国三十三観音霊場19番札所。
- 光輪寺